# ELBO
ELBO (græsk: ΕΛΒΟ für Ελληνική Βιομηχανία Οχημάτων, skrevet som Elliniki Viomichania Oximaton) er en producent af busser og militærkøretøjer i Thessaloniki. Desuden bygges forskellige biler til brand og andre instanser.

## Historie
ELBO blev grundlagt i 1972 som en afdeling af Steyr Daimler Puch i Østrig. Her blev der produceret køretøjer i Steyr 91 og Steyr 680M-serien, Steyr-tankskibe Kürassier, Leonidas og traktorer. På grund af krisen i moderselskabet blev Steyr Hellas-anlægget solgt til staten i 1986 og har siden drevet under navnet ELBO.
Traktorproduktionen blev indstillet, og fra 1988 blev militærdivisionen udvidet med hjælp fra det tidligere moderselskab Steyr-Puch. Mercedes-Benz G-Klasse (som W462-serien) og Leopard 2 (Leopard 2A6 HEL) er fremstillet på licens. I 1993 blev den succesrige busserie ELBO C93800 Europe introduceret og eksporteret til Singapore.
Anlægget er blevet gradvist re-privatiseret siden 2000 og administreres nu af Mytilineos Holdings. I 2001 præsenterede virksomheden en konvertibel Aletis [2] på IAA (udviklet med TWT og Pininfarina), som ikke gik i serieproduktion.

## Produkter
- ELBO bus (busser og busser med lavt gulv)
- Neoplan trolleybus
- Mercedes-Benz G-Klasse W462
- Hummer HMMWV M1114GR (4×4)
- ELBO Centaurus Tank
- Leopard 2A6 HEL Tank